# Grande Prêmio da Itália de 1998
Resultados do Grande Prêmio da Itália de Fórmula 1 realizado em Monza em 13 de setembro de 1998. Décima quarta etapa do campeonato, teve como vencedor o alemão Michael Schumacher, que subiu ao pódio junto a Eddie Irvine numa dobradinha da Ferrari, com Ralf Schumacher em terceiro pela Jordan-Mugen/Honda.

## Resumo
- Esta foi a última vitória do fabricante de pneus Goodyear na F1.
- O azar da McLaren começou quando o motor de David Coulthard explodiu enquanto liderava, Häkkinen em segundo ficou cego pela fumaça que permitiu a Michael Schumacher passar. Häkkinen caiu para o 4º com problemas nos freios.
- Johnny Herbert caiu devido a uma chave inglesa que havia sido deixada por um dos mecânicos da Sauber em seu carro que escorregou por baixo dos pedais.
- Tora Takagi foi o quarto mais rápido no treino de warm-up.
- Primeira dobradinha da Ferrari em Monza desde 1988.
- Marcou a primeira vez que os irmãos Michael Schumacher e Ralf Schumacher subiram juntos ao pódio, bem como a primeira vez na história que os dois irmãos dividiram um pódio na Fórmula 1.[6][7]

## Classificação

### Treino oficial
| Pos.                      | Nº | Piloto                | Construtor          | Tempo    | Diferença |
| ------------------------- | -- | --------------------- | ------------------- | -------- | --------- |
| 1                         | 3  | Michael Schumacher    | Ferrari             | 1:25.289 |           |
| 2                         | 1  | Jacques Villeneuve    | Williams-Mecachrome | 1:25.561 | + 0.272   |
| 3                         | 8  | Mika Häkkinen         | McLaren-Mercedes    | 1:25.679 | + 0.390   |
| 4                         | 7  | David Coulthard       | McLaren-Mercedes    | 1:25.987 | + 0.698   |
| 5                         | 4  | Eddie Irvine          | Ferrari             | 1:26.159 | + 0.870   |
| 6                         | 10 | Ralf Schumacher       | Jordan-Mugen/Honda  | 1:26.309 | + 1.020   |
| 7                         | 6  | Alexander Wurz        | Benetton-Playlife   | 1:26.567 | + 1.278   |
| 8                         | 14 | Jean Alesi            | Sauber-Petronas     | 1:26.637 | + 1.348   |
| 9                         | 11 | Olivier Panis         | Prost-Peugeot       | 1:26.681 | + 1.392   |
| 10                        | 12 | Jarno Trulli          | Prost-Peugeot       | 1:26.794 | + 1.505   |
| 11                        | 5  | Giancarlo Fisichella  | Benetton-Playlife   | 1:26.817 | + 1.528   |
| 12                        | 2  | Heinz-Harald Frentzen | Williams-Mecachrome | 1:26.836 | + 1.547   |
| 13                        | 18 | Rubens Barrichello    | Stewart-Ford        | 1:27.247 | + 1.958   |
| 14                        | 9  | Damon Hill            | Jordan-Mugen/Honda  | 1:27.362 | + 2.073   |
| 15                        | 15 | Johnny Herbert        | Sauber-Petronas     | 1:27.510 | + 2.221   |
| 16                        | 17 | Mika Salo             | Arrows              | 1:27.744 | + 2.455   |
| 17                        | 19 | Jos Verstappen        | Stewart-Ford        | 1:28.212 | + 2.923   |
| 18                        | 20 | Ricardo Rosset        | Tyrrell-Ford        | 1:28.286 | + 2.997   |
| 19                        | 21 | Toranosuke Takagi     | Tyrrell-Ford        | 1:28.346 | + 3.057   |
| 20                        | 16 | Pedro Paulo Diniz     | Arrows              | 1:28.387 | + 3.098   |
| 21                        | 22 | Shinji Nakano         | Minardi-Ford        | 1:29.101 | + 3.812   |
| 22                        | 23 | Esteban Tuero         | Minardi-Ford        | 1:29.417 | + 4.128   |
| Limite dos 107%: 1:31.259 |    |                       |                     |          |           |
| Fonte:                    |    |                       |                     |          |           |

### Corrida
| Pos.   | Nº | Piloto                | Construtor          | Voltas | Tempo/Diferença | Grid | Pontos |
| ------ | -- | --------------------- | ------------------- | ------ | --------------- | ---- | ------ |
| 1      | 3  | Michael Schumacher    | Ferrari             | 53     | 1:17:09.672     | 1    | 10     |
| 2      | 4  | Eddie Irvine          | Ferrari             | 53     | + 37.977        | 5    | 6      |
| 3      | 10 | Ralf Schumacher       | Jordan-Mugen/Honda  | 53     | + 41.152        | 6    | 4      |
| 4      | 8  | Mika Häkkinen         | McLaren-Mercedes    | 53     | + 55.671        | 3    | 3      |
| 5      | 14 | Jean Alesi            | Sauber-Petronas     | 53     | + 1:01.872      | 8    | 2      |
| 6      | 9  | Damon Hill            | Jordan-Mugen/Honda  | 53     | + 1:06.688      | 14   | 1      |
| 7      | 2  | Heinz-Harald Frentzen | Williams-Mecachrome | 52     | + 1 volta       | 12   |        |
| 8      | 5  | Giancarlo Fisichella  | Benetton-Playlife   | 52     | + 1 volta       | 11   |        |
| 9      | 21 | Toranosuke Takagi     | Tyrrell-Ford        | 52     | + 1 volta       | 19   |        |
| 10     | 18 | Rubens Barrichello    | Stewart-Ford        | 52     | + 1 volta       | 13   |        |
| 11     | 23 | Esteban Tuero         | Minardi-Ford        | 51     | + 2 voltas      | 22   |        |
| 12     | 20 | Ricardo Rosset        | Tyrrell-Ford        | 51     | + 2 voltas      | 18   |        |
| 13     | 12 | Jarno Trulli          | Prost-Peugeot       | 50     | + 3 voltas      | 10   |        |
| Ret    | 19 | Jos Verstappen        | Stewart-Ford        | 39     | Câmbio          | 17   |        |
| Ret    | 1  | Jacques Villeneuve    | Williams-Mecachrome | 37     | Spun off        | 2    |        |
| Ret    | 17 | Mika Salo             | Arrows              | 32     | Acelerador      | 16   |        |
| Ret    | 6  | Alexander Wurz        | Benetton-Playlife   | 24     | Câmbio          | 7    |        |
| Ret    | 7  | David Coulthard       | McLaren-Mercedes    | 16     | Motor           | 4    |        |
| Ret    | 11 | Olivier Panis         | Prost-Peugeot       | 15     | Vibrações       | 9    |        |
| Ret    | 22 | Shinji Nakano         | Minardi-Ford        | 13     | Motor           | 21   |        |
| Ret    | 15 | Johnny Herbert        | Sauber-Petronas     | 12     | Spun off        | 15   |        |
| Ret    | 16 | Pedro Paulo Diniz     | Arrows              | 10     | Spun off        | 20   |        |
| Fonte: |    |                       |                     |        |                 |      |        |

## Tabela do campeonato após a corrida
| Pos. | Piloto             | Pontos |
| ---- | ------------------ | ------ |
| 1    | Mika Häkkinen      | 80     |
| 2    | Michael Schumacher | 80     |
| 3    | David Coulthard    | 48     |
| 4    | Eddie Irvine       | 38     |
| 5    | Jacques Villeneuve | 20     |

| Pos. | Construtor          | Pontos |
| ---- | ------------------- | ------ |
| 1    | McLaren-Mercedes    | 128    |
| 2    | Ferrari             | 118    |
| 3    | Williams-Mecachrome | 33     |
| 4    | Benetton-Playlife   | 32     |
| 5    | Jordan-Mugen/Honda  | 31     |

- Nota: Somente as primeiras cinco posições estão listadas.